# (37175) 2000 WJ40
2000 WJ40 (asteroide 37175) é um asteroide da cintura principal. Possui uma excentricidade de 0.11287760 e uma inclinação de 7.77168º.
Este asteroide foi descoberto no dia 20 de novembro de 2000 por LINEAR em Socorro.